# 玛丽昂·史蒂文斯
玛丽昂·史蒂文斯（英語：Marion Stevens，1943年6月19日—），澳大利亚女子草地滚球运动员。她曾代表澳大利亚参加1990年和1994年英联邦运动会草地滚球比赛，其中1990年英联邦运动会获得一枚金牌。